# Banksia sessilis
Banksia sessilis é uma espécie de arbusto da família Proteaceae endêmica da Austrália. Foi descrita cientificamente pelo botânico Joseph Knight.

## Variedades
- B. sessilis var. sessilis
- B. sessilis var. cordata
- B. sessilis var. cygnorum
- B. sessilis var. flabellifolia